# Titanfall (série de jeux vidéo)
Titanfall est une série de jeux vidéo qui proposent principalement des jeux de tir à la première personne. La série a été créée par Respawn Entertainment et a fait ses débuts sur Xbox et Microsoft Windows, puis s'est étendu à d'autres consoles et plateformes.

## Système de jeu
Dans Titanfall, les joueurs contrôlent des "Pilotes" et leurs Titans dans un style mecha, et combattent dans des matchs à six contre six dans des colonies spatiales déchirées par la guerre de la Frontière. Le jeu est optimisé pour une action rapide et continue, aidé par des capacités de course sur les murs et une grande partie de soldats contrôlés par l'IA. D'autres titres de la série incluent des personnages uniques capables d'utiliser des compétences spéciales.

## Jeux
| 2014 | Titanfall           |
| 2015 |                     |
| 2016 | Titanfall 2         |
| 2017 | Titanfall: Assault  |
| 2018 |                     |
| 2019 | Apex Legends        |
| 2020 |                     |
| 2021 |                     |
| 2022 | Apex Legends Mobile |

### Série principale

#### Titanfall
Titanfall, le premier jeu de la série, est sorti sur Xbox One et Microsoft Windows le 11 mars 2014. Le 8 avril 2014, il est sorti sur Xbox 360. Le jeu était principalement axé sur le multijoueur, sans véritable campagne solo qui était remplacé par un didacticiel solo inclus qui servait au joueur à apprendre les mécanismes du jeu.

#### Titanfall 2
Titanfall 2 est sorti le 28 octobre 2016 sur Xbox One, PlayStation 4 et Microsoft Windows. Cette fois, le jeu comprenait une campagne solo avec une histoire à part entière. De nombreux mécanismes de Titanfall ont fait leur retour, y compris certaines cartes multijoueur. Le jeu a reçu plusieurs mises à jour gratuites après son lancement, dont un mode multijoueur de retour connu sous le nom de Frontier Defense. Le niveau " Effets et Causes " en particulier a été bien accueilli,.

### Jeux dérivés

#### Titanfall: Assaut
Titanfall : Assault était un jeu de stratégie en temps réel avec une vue de dessus pour les plateformes mobiles dans le style du jeu Clash Royale. Il a été développé par Particle City et Respawn Entertainment, publié par Nexon et sorti sur iOS et Android en août 2017,. Le 31 juillet 2018, Titanfall : Assault a été supprimé de Google Play peu de temps après la fermeture des serveurs.

#### Apex Legends
Apex Legends est un jeu de battle royale qui propose des mécanismes d'un jeu de tir à la première personne avec des héros distincts jouables, c'est le premier spin-off majeur de la série. Bien que le jeu ne soit pas directement lié à Titanfall, bon nombre de ses atouts et fonctionnalités de jeu étaient basés sur Titanfall 2. Malgré le partage certain de l'univers de Titanfall avec celui d'Apex Legends, les jeux ne sont pas parallèles les uns aux autres. Le jeu est sorti en 2019 sur Xbox One, PlayStation 4 et Microsoft Windows, et en 2021 sur Nintendo Switch en tant que jeu free-to-play. Le jeu a reçu un accueil critique positif. Le jeu détient le record du plus grand nombre de joueurs inscrits en 1 semaine, avec 25 millions de joueurs enregistrés. Le jeu a actuellement une base de joueurs de 100 millions d'utilisateurs. La version du jeu mobile appelée Apex Legends Mobile est sortie le 17 mai 2022.

### Jeux annulés

#### Titanfall: Frontline
Titanfall : Frontline était un jeu vidéo de cartes à collectionner qui se jouait en temps réel sur mobile. Le joueur pouvait collectionner et placer des cartes Pilote, Titan et feu pour endommager et vaincre son adversaire. Les cartes Pilote et Titan pouvaient se combiner pour infliger des dégâts supplémentaires.  En janvier 2017, Titanfall : Frontline a été annulé après une bêta. 

#### Titanfall Online
En 2016, EA avait annoncé qu'elle s'associait avec Nexon pour créer une version spécifique au marché asiatique de Titanfall appelée Titanfall Online, similaire à Counter-Strike Online et Call of Duty Online. Cette version était basée sur le premier Titanfall plutôt que sur sa suite, avec quelques légères différences comme quatre pilotes principaux dans le jeu, l'introduction d'un nouveau titan et d'une nouvelle carte. Titanfall Online a eu une bêta fermée en 2017. Titanfall Online a été annulé le 9 juillet 2018, principalement en raison d'une mauvaise réception lors des tests et d'un marché en évolution. 

## Développement
Titanfall est le premier jeu développé par Respawn Entertainment, un développeur fondé par Jason West et Vince Zampella. En tant qu'anciens employés d'Infinity Ward, ils ont aidé à créer la franchise Call of Duty. Le duo avait été licencié après des différends contractuels avec leur société,.  